# Alexander Skarsgård
Alexander Johan Hjalmar Skarsgård (; Stoccolma, 25 agosto 1976) è un attore svedese.
Noto principalmente con il ruolo di Eric Northman nella serie televisiva True Blood, Alexander ha recitato sul grande schermo con ruoli di supporto in numerosi film, tra cui Zoolander, Melancholia, Quel che sapeva Maisie, Diario di una teenager e con il ruolo da protagonista in The Legend of Tarzan, Godzilla vs. Kong e The Northman. Nel 2017 ha recitato nella serie televisiva Big Little Lies - Piccole grandi bugie, per la quale si è aggiudicato un Premio Emmy, un Golden Globe e un Critics' Choice Awards per il miglior attore non protagonista in una serie. Nel 2020 ha ottenuto il ruolo del malvagio demone Randall Flagg nella miniserie televisiva The Stand, basato sul racconto del brivido di Stephen King.

## Biografia
Figlio dell'attore Stellan Skarsgård e della dottoressa My Guenther, ha quattro fratelli, Gustaf (1980), Sam (1982), Bill (1990) e Valter (1995), ed una sorella di nome Eija (1992). Ha inoltre due fratellastri, Ossian (2009) e Kolbjörn (2012), figli del padre e della sua nuova moglie, la produttrice cinematografica Megan Everett, coetanea di Alexander.
A 19 anni ha prestato il servizio militare per 18 mesi, in un'unità che si occupava di anti-sabotaggio e anti-terrorismo nell'arcipelago di Stoccolma. Dopo aver completato il servizio, nel 1996 ha lasciato la Svezia e ha frequentato la Leeds Beckett University in Inghilterra per sei mesi.

### Carriera

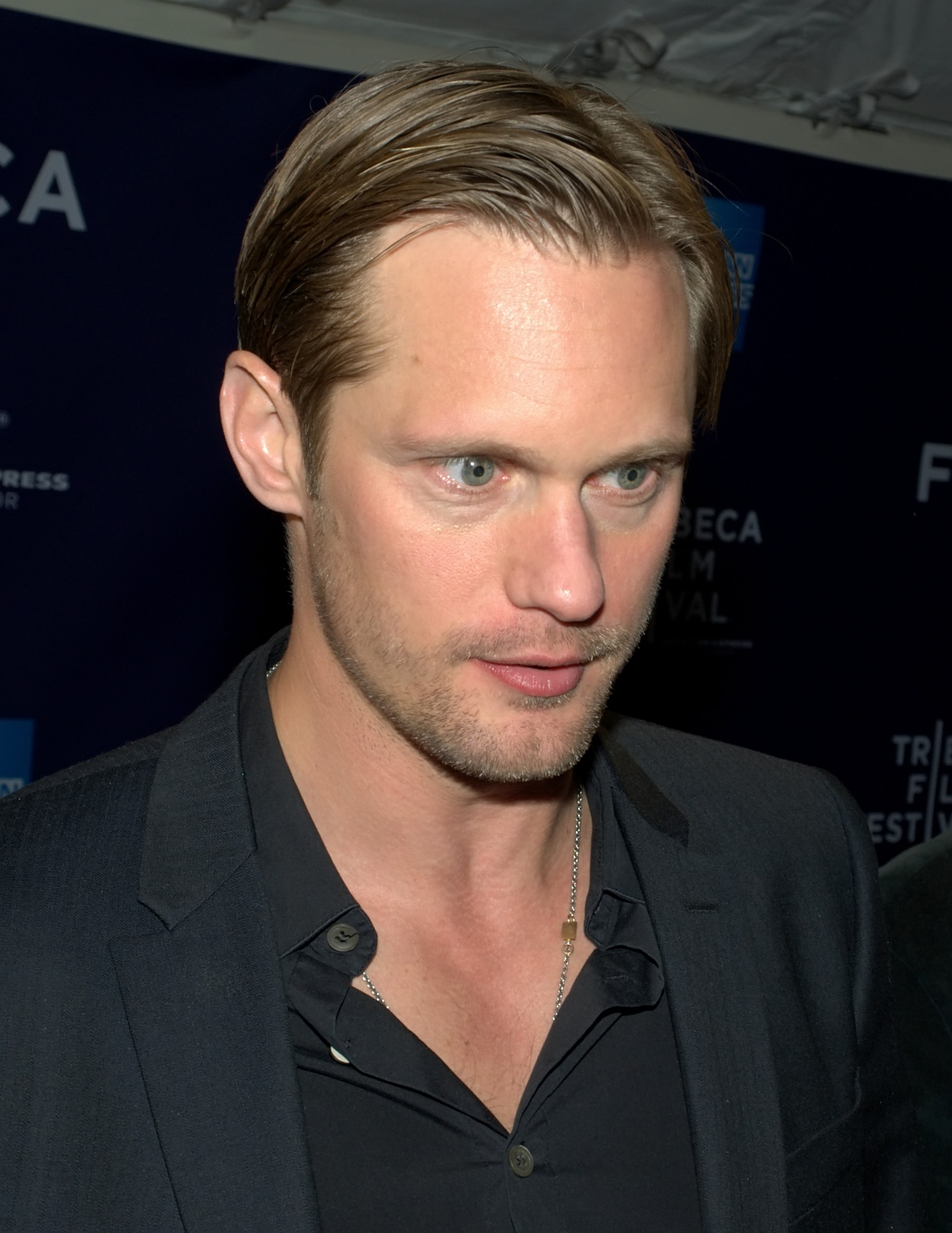
Alexander Skarsgard al Tribeca Film Festival nel 2010

Inizia la propria carriera già a otto anni, partecipando a film e serie televisive svedesi. Nel 2001 interpreta Meekus in Zoolander, mentre nel 2002 recita in Hundtricket - The Movie, venendo nominato al Guldbagge Award. Nel 2003 debutta alla regia, co-dirigendo assieme a Björne Larson il cortometraggio To Kill a Child. Negli anni seguenti inizia a lavorare in produzioni internazionali come The Last Drop del 2005 di Colin Teague.
Il successo arriva nel 2008 negli Stati Uniti, dopo aver interpretato il Sergente Colbert nella acclamata miniserie televisiva Generation Kill, prodotta dall'emittente televisiva HBO. La miniserie è frutto della ricostruzione dei racconti e delle testimonianze di un reporter e di diversi marines statunitensi che hanno vissuto in prima linea la guerra in Iraq.
Nel 2009 partecipa al videoclip del singolo di Lady Gaga Paparazzi.
Prima della fine delle riprese di Generation Kill, Skarsgård fece l'audizione per il ruolo di Bill Compton della serie televisiva della HBO True Blood, basata sui romanzi del Ciclo di Sookie Stackhouse della scrittrice statunitense Charlaine Harris. Scartato per il ruolo di Bill, gli venne assegnato il ruolo del potente vampiro Eric Northman. True Blood ha raggiunto la settima e ultima stagione nel 2014. Per il suo ruolo vince tre Scream Award: come miglior cattivo nel 2009 e miglior attore horror nel 2010 e nel 2011. Il cast ha inoltre ricevuto una nomination ai Screen Actors Guild Awards del 2010 per il miglior cast in una serie drammatica.
Nel 2011 è nel film Melancholia, diretto da Lars von Trier, accanto a Kirsten Dunst. Il film è stato presentato in Francia il 18 maggio 2011 al 64º Festival di Cannes. Lo stesso anno appare in Straw Dogs, remake del quasi omonimo film di Sam Peckinpah del 1971 Cane di paglia, entrambi basati sul romanzo di Gordon Williams Cane di paglia (The Siege of Trencher's Farm).
Nell'aprile 2012 esce nelle sale Battleship, diretto da Peter Berg, dove Skarsgård recita nel ruolo del fratello del protagonista Taylor Kitsch. Nel 2015 partecipa al film Hidden - Senza via di scampo. Nel 2016 veste invece i panni di Tarzan/John Clayton III in The Legend of Tarzan accanto a Margot Robbie nel ruolo di Jane.
Nel 2017 è nel cast, insieme a Reese Witherspoon e Nicole Kidman, della miniserie TV Big Little Lies - Piccole grandi bugie; il ruolo gli è valso un Premio Emmy al miglior attore non protagonista in una miniserie o film e il suo primo Golden Globe come miglior attore non protagonista. Viene inoltre candidato agli Screen Actors Guild Awards e al Satellite Award.

### Vita privata
Skarsgård ha una relazione con l'attrice svedese Tuva Novotny; nel 2022 hanno avuto il primo figlio.

## Filmografia

### Attore

#### Cinema
- Åke och hans värld, regia di Allan Edwall (1984)
- Hunden som log, regia di Rumle Hammerich (1989)
- Happy End, regia di Christina Olofson (1999)
- Hundtricket, regia di Christopher Panov - cortometraggio (2000)
- Dykaren, regia di Erik Gustavson (2000)
- Järngänget, regia di Jon Lindström (2000)
- Vingar av glas, regia di Reza Bagher (2000)
- Drakarna över Helsingfors, regia di Peter Lindholm (2001)
- Zoolander, regia di Ben Stiller (2001)
- Hundtricket - The Movie, regia di Christian Eklöw e Christopher Panov (2002)
- Hjärtslag, regia di Martin Lima de Faria e Anette Skåhlberg - cortometraggio (2004)
- Som man bäddar..., regia di Maria Essen (2005)
- The Plan, regia di Colin Teague (2005)
- Om Sara, regia di Othman Karim (2005)
- Never Be Mine, regia di Maria Tornberg - cortometraggio (2006)
- Kill Your Darlings, regia di Björne Larson (2006)
- Exit, regia di Peter Lindmark (2006)
- Järnets änglar, regia di Agneta Fagerström-Olsson (2007)
- Beyond the Pole, regia di David L. Williams (2009)
- 13 - Se perdi... muori (13), regia di Géla Babluani (2010)
- Puss, regia di Johan Kling (2010)
- Melancholia, regia di Lars von Trier (2011)
- Straw Dogs, regia di Rod Lurie (2011)
- Battleship, regia di Peter Berg (2012)
- Disconnect, regia di Henry Alex Rubin (2012)
- Quel che sapeva Maisie (What Maisie Knew), regia di Scott McGehee e David Siegel (2012)
- The East, regia di Zal Batmanglij (2013)
- The Giver - Il mondo di Jonas (The Giver), regia di Phillip Noyce (2014)
- Diario di una teenager (The Diary of a Teenage Girl), regia di Marielle Heller (2015)
- Hidden - Senza via di scampo (Hidden), regia di Matt Duffer e Ross Duffer (2015)
- Zoolander 2, regia di Ben Stiller (2016)
- Crazy Dirty Cops (War on Everyone), regia di John Michael McDonagh (2016)
- The Legend of Tarzan, regia di David Yates (2016)
- Mute, regia di Duncan Jones (2018)
- Hold the Dark, regia di Jeremy Saulnier (2018)
- Operazione Hummingbird - È tutto appeso a un filo (The Hummingbird Project), regia di Kim Nguyen (2018)
- La conseguenza (The Aftermath), regia di James Kent (2019)
- Non succede, ma se succede... (Long Shot), regia di Jonathan Levine (2019)
- The Kill Team, regia di Dan Krauss (2019)
- Godzilla vs. Kong, regia di Adam Wingard (2021)
- Due donne - Passing (Passing), regia di Rebecca Hall (2021)
- The Northman, regia di Robert Eggers (2022)
- Piscina infinita (Infinity Pool), regia di Brandon Cronenberg (2023)
- Lee Miller (Lee), regia di Ellen Kuras (2023)
- Pillion, regia di Harry Lighton (2025)

#### Televisione
- Idag röd, regia di Jonas Cornell - film TV (1987)
- Vita lögner – serie TV, 10 episodi (1999)
- D-dag, regia di Søren Kragh-Jacobsen - film TV (2000)
- D-dag - Lise, regia di Lars von Trier - film TV (2000)
- Judith, regia di Alexander Moberg - film TV (2000)
- D-dag - Den færdige film, regia di Søren Kragh-Jacobsen - film TV (2001)
- Revelations – miniserie TV (2005)
- Cuppen, regia di Allan Gustafsson e Rolie Nikiwe - film TV (2006)
- Leende guldbruna ögon – mini-serie TV, episodi 1x02 - 1x03 (2007)
- Generation Kill – miniserie TV, 7 puntate (2008)
- True Blood – serie TV, 74 episodi (2008-2014) – Eric Northman
- Eastbound & Down – serie TV, episodio 4x08 (2013)
- Big Little Lies - Piccole grandi bugie (Big Little Lies) – serie TV, 14 episodi (2017-2019)
- Drunk History - serie TV, episodio 5x01 (2018)
- La tamburina (The Little Drummer Girls) miniserie TV, 6 puntate (2018)
- On Becoming a God (On Becoming a God in Central Florida) - serie TV, episodio 1x01 (2020)
- The Stand – miniserie TV, 8 puntate (2020)
- The Kingdom (Riget: Exodus) – serie TV, 2 puntate (2022)
- Succession – serie TV, 10 episodi (2021-2023)
- Murderbot – serie TV, 10 episodi (2025)

#### Videoclip
- Paparazzi di Lady Gaga, diretto da Jonas Åkerlund (2009)
- Free Your Mind dei Cut Copy, diretto da Christopher Hill (2013)

### Doppiatore
- Metropia, regia di Tarik Saleh (2009)
- Muumi ja punainen pyrstötähti, regia di Maria Lindberg (2010)

### Regista
- Att döda ett barn, co-diretto con Björne Larson - cortometraggio (2003)

## Riconoscimenti
- Golden Globe
  - 2018 – Miglior attore non protagonista in una serie per Big Little Lies - Piccole grandi bugie
  - 2024 – Candidatura come miglior attore non protagonista in una serie per Succession
- Premio Emmy
  - 2017 – Miglior attore non protagonista in una mini serie o film TV per Big Little Lies - Piccole grandi bugie
  - 2022 – Candidatura come miglior attore guest star in una serie drammatica per Succession
  - 2023 – Candidatura come miglior attore guest star in una serie drammatica per Succession
- Critics' Choice Awards
  - 2017 – Miglior attore non protagonista in una miniserie o film per la televisione per Big Little Lies - Piccole grandi bugie
- Screen Actors Guild Award
  - 2010 – Candidatura come miglior cast in una serie drammatica per True Blood
  - 2018 – Candidatura come miglior attore non protagonista in una miniserie o film per la televisione per Big Little Lies - Piccole grandi bugie
- Satellite Award
  - 2009 – Miglior Cattivo per True Blood
  - 2018 – Candidatura come miglior attore non protagonista in una o film per la televisione per Big Little Lies - Piccole grandi bugie
- Teen Choice Awards
  - 2011 – Candidatura come Miglior vampiro per True Blood
- Scream Award
  - 2009 – Miglior cattivo per True Blood
  - 2010 – Miglior attore Horror per True Blood
  - 2010 – Candidatura come miglior cast in una serie drammatica per True Blood
  - 2011 – Miglior attore horror per True Blood
  - 2011 – Miglior cast per True Blood
- Saturn Award
  - 2010 – Candidatura come miglior attore non protagonista in una serie o film per la televisione per True Blood
- Premio Robert
  - 2012 – Candidatura come Miglior attore non protagonista per Melancholia
- Guldbagge
  - 2003 - Candidatura come miglior attore non protagonista per Hundtricket – The Movie
- Odense International Film Festival
  - 2003 – Grand Prix per Att döda ett barn
  - 2003 – Press Award per Att döda ett barn

## Doppiatori italiani
Nelle versioni in italiano delle opere in cui ha recitato, Alexander Skarsgård è stato doppiato da:
- Gianfranco Miranda in Melancholia, Disconnect, The Legend of Tarzan, Mute, Hold the Dark, On Becoming a God, The Stand, Godzilla Vs. Kong, The Northman
- Emiliano Coltorti in Quel che sapeva Maisie, Big Little Lies - Piccole grandi bugie, Due donne - Passing, Lee Miller
- Massimiliano Manfredi in Battleship, La conseguenza
- Francesco Pezzulli in Non succede, ma se succede..., The Kill Team
- Corrado Conforti in Zoolander
- Mauro Gravina in Generation Kill
- Gianluca Crisafi in True Blood
- Alessio Ward in 13 - Se perdi... muori
- Riccardo Rossi in Straw Dogs
- Marco Vivio in The East
- Riccardo Niseem Onorato in The Giver - Il mondo di Jonas
- Christian Iansante in Diario di una teenager
- David Chevalier in Hidden - Senza via di scampo
- Lorenzo Scattorin in Crazy Dirty Cops
- Alberto Bognanni in Operazione Hummingbird - È tutto appeso a un filo
- Guido Di Naccio in La tamburina
- Francesco Fabbri in Mr. & Mrs. Smith